# Vasco complete canzoniere
Vasco complete canzoniere è un libro pubblicato nel giugno 2011. per le edizioni Volontè & Co. Si tratta di una raccolta di 188 brani di Vasco Rossi, a cui si aggiungono 28 brani composti per altri artisti, tra cui Benedetta passione per Laura Pausini, La tua ragazza sempre per Irene Grandi e Vuoto a perdere per Noemi.
Il libro, nella sua struttura, contiene un indice alfabetico e un indice per album, l'elenco dei live, dei singoli e degli inediti. Inoltre sono presenti gli arrangiamenti dei brani, e in particolare ci sono accordi per chitarra e tastiera. Il libro contiene anche due manoscritti originali e alcune foto.

## Dettagli
Vasco Rossi, Vasco complete canzoniere, Milano, Volontè & Co., giugno 2011,  p. 256, ISBN 978-88-6388-230-8.